# Pista di viale Manetti
La pista di viale Manetti è una pista di pattinaggio situata in viale Alessandro Manetti a Grosseto, in Toscana.
L'impianto si trova lungo il perimetro esterno delle mura medicee, adiacente alla cortina muraria tra i bastioni Molino a Vento e Garibaldi, nel punto in cui si apre il passo pedonale Jago Fuligni attraverso un piccolo arco d'accesso al centro storico.

## Storia
Nel 1951 era stata fondata a Grosseto la società di hockey Circolo Pattinatori Grosseto, che tuttavia, non disponendo di una pista propria, ha giocato i primi anni di vita in campi provvisori o in impianti sportivi fuori città, come per esempio la pista dei Pini di Follonica o il palazzetto di Marina di Grosseto.
Nel 1965 l'area esterna alle mura, dove si trovava un velodromo, venne scelta per la realizzazione di un centro sportivo, costituito da due campi da tennis, un campo da pallacanestro (poi anch'esso adibito al tennis), una bocciofila e una pista di pattinaggio. L'importo di spesa complessivo fu di 26 milioni di lire e la ditta incaricata fu quella dell'imprenditore Egidio Mangiavacchi, pattinatore e socio del CP Grosseto. La pista venne inaugurata nel 1966 e la squadra di hockey poté giocare nel nuovo impianto per la serie C di quell'anno.
Nel 1970 il CP Grosseto fu promosso in Serie A e la pista di viale Manetti ospitò le partite della massima serie fino al 1978, anno della retrocessione.
Negli anni ottanta la società fu costretta a lasciare lo storico campo da gioco, non più idoneo, fino alla dissoluzione nel 1989. La pista fu poi oggetto di lavori di adeguamento e ristrutturazione, e venne nuovamente inaugurata il 16 ottobre 2010. Tuttavia, non essendo stato possibile coprire la pista a causa della sua collocazione in un contesto architettonico e paesaggistico delicato come quello delle mura medicee, il nuovo Circolo Pattinatori Grosseto, rifondato nel 2008 e iscritto alla Serie A1 dalla stagione 2020-2021, dovette trasferirsi nella pista coperta di via Mercurio.
La pista di viale Manetti è gestita dal 2019 dall'ASD Skating Club Grosseto.